# Giải vô địch bóng đá thế giới 1994 (Bảng E)
Bảng E của Giải vô địch bóng đá thế giới 1994 là một trong sáu bảng đấu tại vòng bảng giải vô địch bóng đá thế giới 1994 ở Hoa Kỳ. Trận đấu đầu tiên diễn ra vào ngày 18 tháng 6 năm 1994 và trận đấu cuối cùng diễn ra đồng thời vào ngày 28 tháng 6 năm 1994.
Bảng này bao gồm Ý, Cộng hòa Ireland, México, và Na Uy. México nhất bảng nhờ hơn số bàn thắng. Ireland và Ý cũng giành quyền vào vòng đấu loại trực tiếp, kết thúc vòng bảng với thành tích bằng nhau và Ireland xếp nhì bảng nhờ trận thắng trước Ý. Ý giành quyền vào vòng đấu loại trực tiếp khi là một trong bốn đội xếp thứ ba có thành tích tốt nhất. Na Uy xếp cuối bảng do ghi ít hơn số bàn thắng (1 bàn). Đây là bảng đấu duy nhất trong lịch sử World Cup cả 4 đội đều kết thúc với cùng số điểm và hiệu số bàn thắng thua.

## Bảng xếp hạng
| Đội              | Tr | T | H | B | BT | BB | HS | Đ |
| ---------------- | -- | - | - | - | -- | -- | -- | - |
| México           | 3  | 1 | 1 | 1 | 3  | 3  | 0  | 4 |
| Cộng hòa Ireland | 3  | 1 | 1 | 1 | 2  | 2  | 0  | 4 |
| Ý                | 3  | 1 | 1 | 1 | 2  | 2  | 0  | 4 |
| Na Uy            | 3  | 1 | 1 | 1 | 1  | 1  | 0  | 4 |

## Các trận đấu
Giờ thi đấu tính theo giờ địa phương (EDT/UTC–4, CDT/UTC–5, PDT/UTC–7)

### Ý vs Cộng hòa Ireland
Ray Houghton ghi bàn thắng duy nhất giúp Cộng hòa Ireland thắng Ý.
| Ý | 0–1      | Cộng hòa Ireland |
| - | -------- | ---------------- |
|   | Chi tiết | Houghton 11'     |

| Ý | Cộng hòa Ireland |

| GK               | 1  | Gianluca Pagliuca     |  |     |
| RB               | 9  | Mauro Tassotti        |  |     |
| CB               | 4  | Alessandro Costacurta |  |     |
| CB               | 6  | Franco Baresi (c)     |  |     |
| LB               | 5  | Paolo Maldini         |  |     |
| RM               | 16 | Roberto Donadoni      |  |     |
| CM               | 11 | Demetrio Albertini    |  |     |
| CM               | 13 | Dino Baggio           |  |     |
| LM               | 17 | Alberigo Evani        |  | 45' |
| CF               | 10 | Roberto Baggio        |  |     |
| CF               | 20 | Giuseppe Signori      |  | 84' |
| Thay người:      |    |                       |  |     |
| FW               | 19 | Daniele Massaro       |  | 45' |
| MF               | 14 | Nicola Berti          |  | 84' |
| Huấn luyện viên: |    |                       |  |     |
| Arrigo Sacchi    |    |                       |  |     |

| GK               | 1  | Packie Bonner     |     |     |
| RB               | 2  | Denis Irwin       | 80' |     |
| CB               | 5  | Paul McGrath      |     |     |
| CB               | 14 | Phil Babb         |     |     |
| LB               | 3  | Terry Phelan      | 30' |     |
| RM               | 8  | Ray Houghton      |     | 68' |
| CM               | 6  | Roy Keane         |     |     |
| CM               | 10 | John Sheridan     |     |     |
| CM               | 7  | Andy Townsend (c) |     |     |
| LM               | 11 | Steve Staunton    |     |     |
| CF               | 15 | Tommy Coyne       | 50' | 90' |
| Thay người:      |    |                   |     |     |
| MF               | 21 | Jason McAteer     |     | 68' |
| FW               | 9  | John Aldridge     |     | 90' |
| Huấn luyện viên: |    |                   |     |     |
| Jack Charlton    |    |                   |     |     |

| Trợ lý trọng tài: Jan Dolstra (Hà Lan) Park Hae-Yong (Hàn Quốc) Trọng tài thứ tư: Arturo Angeles (Hoa Kỳ) |

### Na Uy vs México
Bàn thắng duy nhất của trận đấu được ghi bởi Kjetil Rekdal ở phút 85 giúp Na Uy thắng México.
| Na Uy      | 1–0      | México |
| ---------- | -------- | ------ |
| Rekdal 84' | Chi tiết |        |

| Na Uy | México |

| GK               | 1  | Erik Thorstvedt     |     |     |
| RB               | 18 | Alf-Inge Håland     | 16' |     |
| CB               | 20 | Henning Berg        |     |     |
| CB               | 4  | Rune Bratseth (c)   |     |     |
| LB               | 5  | Stig Inge Bjørnebye |     |     |
| RM               | 6  | Jostein Flo         |     |     |
| CM               | 22 | Lars Bohinen        |     |     |
| CM               | 7  | Erik Mykland        |     | 78' |
| CM               | 8  | Øyvind Leonhardsen  | 26' |     |
| LM               | 11 | Mini Jakobsen       |     | 46' |
| CF               | 9  | Jan Åge Fjørtoft    |     |     |
| Thay người:      |    |                     |     |     |
| DF               | 2  | Gunnar Halle        |     | 46' |
| MF               | 10 | Kjetil Rekdal       |     | 78' |
| Huấn luyện viên: |    |                     |     |     |
| Egil Olsen       |    |                     |     |     |

| GK                 | 1  | Jorge Campos                 |     |     |
| RB                 | 21 | Raúl Gutiérrez               |     | 71' |
| CB                 | 2  | Claudio Suárez               | 62' |     |
| CB                 | 3  | Juan de Dios Ramírez Perales |     |     |
| LB                 | 5  | Ramón Ramírez                |     |     |
| DM                 | 4  | Ignacio Ambríz (c)           |     |     |
| CM                 | 16 | Luis Antonio Valdéz          |     | 46' |
| CM                 | 14 | Joaquín del Olmo             |     |     |
| AM                 | 10 | Luis García                  |     |     |
| CF                 | 9  | Hugo Sánchez                 |     |     |
| CF                 | 11 | Luís Roberto Alves           |     |     |
| Thay người:        |    |                              |     |     |
| MF                 | 17 | Benjamín Galindo             |     | 46' |
| MF                 | 6  | Marcelino Bernal             |     | 71' |
| Huấn luyện viên:   |    |                              |     |     |
| Miguel Mejía Barón |    |                              |     |     |

| Trợ lý trọng tài: Sándor Márton (Hungary) Valentin Ivanov (Nga) Trọng tài thứ tư: Manuel Díaz Vega (Tây Ban Nha) |

### Ý vs Na Uy
| Ý             | 1–0      | Na Uy |
| ------------- | -------- | ----- |
| D. Baggio 69' | Chi tiết |       |

| Ý | Na Uy |

| GK               | 1  | Gianluca Pagliuca     | 21' |     |
| RB               | 3  | Antonio Benarrivo     |     |     |
| CB               | 4  | Alessandro Costacurta |     |     |
| CB               | 6  | Franco Baresi (c)     |     | 49' |
| LB               | 5  | Paolo Maldini         |     |     |
| RM               | 14 | Nicola Berti          |     |     |
| CM               | 11 | Demetrio Albertini    |     |     |
| CM               | 13 | Dino Baggio           |     |     |
| LM               | 20 | Giuseppe Signori      |     |     |
| CF               | 10 | Roberto Baggio        |     | 22' |
| CF               | 18 | Pierluigi Casiraghi   | 34' | 69' |
| Thay người:      |    |                       |     |     |
| GK               | 12 | Luca Marchegiani      |     | 22' |
| DF               | 2  | Luigi Apolloni        |     | 49' |
| FW               | 19 | Daniele Massaro       |     | 69' |
| Huấn luyện viên: |    |                       |     |     |
| Arrigo Sacchi    |    |                       |     |     |

| GK               | 1  | Erik Thorstvedt     |     |     |
| RB               | 18 | Alf-Inge Håland     | 68' |     |
| CB               | 20 | Henning Berg        |     |     |
| CB               | 4  | Rune Bratseth (c)   |     |     |
| LB               | 5  | Stig Inge Bjørnebye | 32' |     |
| RM               | 6  | Jostein Flo         |     |     |
| CM               | 22 | Lars Bohinen        |     |     |
| CM               | 7  | Erik Mykland        |     | 81' |
| CM               | 8  | Øyvind Leonhardsen  |     |     |
| LM               | 21 | Sigurd Rushfeldt    |     | 45' |
| CF               | 9  | Jan Åge Fjørtoft    |     |     |
| Thay người:      |    |                     |     |     |
| MF               | 11 | Mini Jakobsen       |     | 45' |
| MF               | 10 | Kjetil Rekdal       |     | 81' |
| Huấn luyện viên: |    |                     |     |     |
| Egil Olsen       |    |                     |     |     |

| Trợ lý trọng tài: Tapio Yli-Karro (Phần Lan) Roy Pearson (Anh) Trọng tài thứ tư: Philip Don (Anh) |

### México vs Cộng hòa Ireland
| México          | 2–1      | Cộng hòa Ireland |
| --------------- | -------- | ---------------- |
| García 42', 65' | Chi tiết | Aldridge 84'     |

| México | Cộng hòa Ireland |

| GK                 | 1  | Jorge Campos                 | 57' |     |
| RB                 | 20 | Jorge Rodríguez              |     |     |
| CB                 | 2  | Claudio Suárez               |     |     |
| CB                 | 3  | Juan de Dios Ramírez Perales |     |     |
| LB                 | 14 | Joaquín del Olmo             | 45' | 80' |
| DM                 | 4  | Ignacio Ambríz (c)           |     |     |
| CM                 | 6  | Marcelino Bernal             |     |     |
| CM                 | 8  | Alberto García Aspe          |     |     |
| AM                 | 10 | Luis García                  |     |     |
| CF                 | 7  | Carlos Hermosillo            |     | 80' |
| CF                 | 11 | Luís Roberto Alves           |     |     |
| Thay người:        |    |                              |     |     |
| FW                 | 19 | Luis Miguel Salvador         |     | 80' |
| DF                 | 21 | Raúl Gutiérrez               |     | 80' |
| Huấn luyện viên:   |    |                              |     |     |
| Miguel Mejía Barón |    |                              |     |     |

| GK               | 1  | Packie Bonner     |     |     |
| RB               | 2  | Denis Irwin       | 26' |     |
| CB               | 5  | Paul McGrath      |     |     |
| CB               | 14 | Phil Babb         |     |     |
| LB               | 3  | Terry Phelan      | 70' |     |
| RM               | 8  | Ray Houghton      |     |     |
| CM               | 6  | Roy Keane         |     |     |
| CM               | 10 | John Sheridan     |     |     |
| CM               | 7  | Andy Townsend (c) |     |     |
| LM               | 11 | Steve Staunton    |     | 66' |
| CF               | 15 | Tommy Coyne       |     | 67' |
| Thay người:      |    |                   |     |     |
| MF               | 21 | Jason McAteer     |     | 66' |
| FW               | 9  | John Aldridge     |     | 67' |
| Huấn luyện viên: |    |                   |     |     |
| Jack Charlton    |    |                   |     |     |

| Trợ lý trọng tài: Michał Listkiewicz (Ba Lan) Paulo Jorge Alves (Brasil) Trọng tài thứ tư: Renato Marsiglia (Brasil) |

### Ý vs México
| Ý           | 1–1      | México     |
| ----------- | -------- | ---------- |
| Massaro 48' | Chi tiết | Bernal 57' |

| Ý | México |

| GK               | 12 | Luca Marchegiani      |     |     |
| RB               | 3  | Antonio Benarrivo     |     |     |
| CB               | 2  | Luigi Apolloni        |     |     |
| CB               | 4  | Alessandro Costacurta |     |     |
| LB               | 5  | Paolo Maldini (c)     |     |     |
| RM               | 14 | Nicola Berti          |     |     |
| CM               | 11 | Demetrio Albertini    | 33' |     |
| CM               | 13 | Dino Baggio           |     | 65' |
| LM               | 20 | Giuseppe Signori      |     |     |
| CF               | 10 | Roberto Baggio        |     |     |
| CF               | 18 | Pierluigi Casiraghi   |     | 45' |
| Thay người:      |    |                       |     |     |
| FW               | 19 | Daniele Massaro       |     | 45' |
| MF               | 16 | Roberto Donadoni      |     | 65' |
| Huấn luyện viên: |    |                       |     |     |
| Arrigo Sacchi    |    |                       |     |     |

| GK                 | 1  | Jorge Campos        |     |     |
| RB                 | 20 | Jorge Rodríguez     |     |     |
| CB                 | 2  | Claudio Suárez      |     |     |
| CB                 | 3  | Juan Ramírez        |     |     |
| LB                 | 14 | Joaquín del Olmo    | 25' |     |
| DM                 | 4  | Ignacio Ambríz (c)  |     |     |
| CM                 | 6  | Marcelino Bernal    |     |     |
| CM                 | 8  | Alberto García Aspe | 66' |     |
| AM                 | 10 | Luis García         | 63' | 81' |
| CF                 | 7  | Carlos Hermosillo   |     |     |
| CF                 | 11 | Luís Roberto Alves  |     |     |
| Thay người:        |    |                     |     |     |
| MF                 | 13 | Juan Carlos Chávez  |     | 81' |
| Huấn luyện viên:   |    |                     |     |     |
| Miguel Mejía Barón |    |                     |     |     |

| Trợ lý trọng tài: Ernesto Taibi (Argentina) Eugene Brazzale (Úc) Trọng tài thứ tư: Hellmut Krug (Đức) |

### Cộng hòa Ireland vs Na Uy
| Cộng hòa Ireland | 0–0      | Na Uy |
| ---------------- | -------- | ----- |
|                  | Chi tiết |       |

| Cộng hòa Ireland | Na Uy |

| GK               | 1  | Packie Bonner     |     |     |
| RB               | 12 | Gary Kelly        | 83' |     |
| CB               | 5  | Paul McGrath      |     |     |
| CB               | 14 | Phil Babb         |     |     |
| LB               | 11 | Steve Staunton    |     |     |
| RM               | 21 | Jason McAteer     |     |     |
| CM               | 6  | Roy Keane         | 3'  |     |
| CM               | 10 | John Sheridan     |     |     |
| CM               | 7  | Andy Townsend (c) |     | 75' |
| LM               | 8  | Ray Houghton      | 29' |     |
| CF               | 9  | John Aldridge     |     | 65' |
| Thay người:      |    |                   |     |     |
| MF               | 20 | David Kelly       |     | 65' |
| MF               | 18 | Ronnie Whelan     |     | 75' |
| Huấn luyện viên: |    |                   |     |     |
| Maurice Setters  |    |                   |     |     |

| GK               | 1  | Erik Thorstvedt     |     |     |
| RB               | 20 | Henning Berg        |     |     |
| CB               | 3  | Erland Johnsen      | 45' |     |
| CB               | 4  | Rune Bratseth (c)   |     |     |
| LB               | 5  | Stig Inge Bjørnebye |     |     |
| RM               | 6  | Jostein Flo         |     |     |
| CM               | 8  | Øyvind Leonhardsen  |     | 68' |
| CM               | 10 | Kjetil Rekdal       |     |     |
| CM               | 7  | Erik Mykland        |     |     |
| LM               | 2  | Gunnar Halle        |     | 34' |
| CF               | 16 | Gøran Sørloth       | 36' |     |
| Thay người:      |    |                     |     |     |
| MF               | 11 | Mini Jakobsen       |     | 34' |
| MF               | 22 | Lars Bohinen        |     | 68' |
| Huấn luyện viên: |    |                     |     |     |
| Egil Olsen       |    |                     |     |     |

| Trợ lý trọng tài: Paulo Jorge Alves (Brasil) Park Hae-Yong (Hàn Quốc) Trọng tài thứ tư: Leslie Mottram (Scotland) |